# Voyager (navegador)
Voyager é um navegador para os computadores do tipo Amiga. Ele foi desenvolvido por uma companhia chamada Vaporware, que tem por muitos anos liderado o desenvolvimento de aplicações para internet na plataforma Amiga.
Voyager suporta HTML 3.2 e HTML 4, JavaScript, frames, SSL, Flash, e várias outras características do Internet Explorer e Netscape Navigator.
Voyager está disponível também para o sistema operacional MorphOS.